# Witcraft Szenario
Witcraft ist eine österreichische Filmproduktionsgesellschaft mit Sitz in Wien. Die Firma wurde 2008 von der Produzentin, Autorin und Dramaturgin Ursula Wolschlager und dem Dramaturgen, Lektor und Autor Robert Buchschwenter gegründet.
Die Produktionsfirma hat sich in den ersten Jahren auf die Entwicklung fiktionaler und dokumentarischer Filmstoffe für Kino und Fernsehen gemeinsam mit Drehbuchautoren spezialisiert. Die meisten Filme wurden in Kooperation mit anderen Produktionsfirmen realisiert. Für ihre höchst innovative und zugleich praktikable Businessstrategie wurde die Firma mit einem Start-Up-Grant von departure – wirtschaft, kunst und kultur gmbh ausgezeichnet.
2016 wurde die Witcraft Filmproduktion GmbH gegründet. Diese Firma übernimmt die Entwicklung und Herstellung von Spielfilmen, Dokumentationen und TV-Serien, während die Witcraft Szenario OG die Fortbildungsprojekte ausführt.
Federführend hat Witcraft den Dokumentarfilm Gangster Girls (2008) von Tina Leisch realisiert. Tina Leischs zweiter Dokumentarfilm Roque Dalton, erschießen wir die Nacht! (2013) ist nach dem österreichischen, mexikanischen und spanischen Kinoeinsatz 2014 immer noch auf internationaler Festivaltour (Kassel, Havanna, Austin, Oaxaca, und an die 40 weitere Festivals weltweit).
Als Produktionsfirma für die Phase von Entwicklung und Packaging hat Witcraft Marie Kreutzers preisgekrönten Debütfilm Die Vaterlosen (2011) entwickelt und in Koproduktion mit Novotny & Novotny Filmproduktion realisiert. Der Film wurde im Panorama der Internationalen Filmfestspiele Berlin 2011 uraufgeführt. Auch Marie Kreutzers Was hat uns bloß so ruiniert (2016) wurde von Witcraft entwickelt und koproduziert.
Ma Folie (2015) von Andrina Mračnikar wurde in Kooperation mit Extrafilm hergestellt und feierte seine Premiere im Wettbewerb des Filmfestivals Max Ophüls Preis und wurde mit dem Carl-Mayr-Drehbuchpreis und dem First Steps Award ausgezeichnet.
Der historische Spielfilm Licht wurde mit Autorin Kathrin Resetarits und Regisseurin Barbara Albert von Witcraft entwickelt und als Koproduktion zwischen NGF Geyrhalterfilm und LOOKS Film realisiert. Der Film lief am Toronto International Film Festival und International Film Festival San Sebastian und wurde mit einem Rekord von 14 Nominierungen zum Österreichischen Filmpreis bedacht.
Die Komödie Anna F**king Molnar (2017) von Sabine Derflinger (nach einem Drehbuch von Nina Proll und Ursula Wolschlager, nach einer Idee von Nina Proll) lief erfolgreich in den Kinos und wurde mit zwei Romys für Nina Proll und Murathan Muslu nominiert.
2019 startete die Culture-Clash-Komödie Kaviar von Elena Tikhonova (nach einem Drehbuch von Robert Buchschwenter und Elena Tikhonova) in den österreichischen und deutschen Kinos und wurde mit dem Publikumspreis des Filmfestivals Max-Ophüls-Preis und dem Preis für die Beste Regie des Österreichischen Filminstituts und des Filmfestivals Kitzbühel ausgezeichnet.
Im Jahr 2019 hat Witcraft das Portfolio um TV-Serien-Projekte erweitert.
Das von Witcraft Szenario initiierte und durchgeführte Stoffentwicklungsprogramm Diverse Geschichten – Drehbücher zwischen den Kulturen wurde 2010 für den österreichischen Staatspreis für Erwachsenenbildung (Integration durch Bildung) nominiert. Das Workshopprogramm Diverse Geschichten bietet seit 2009 Autoren mit Migrationshintergrund eine Plattform zur drehreifen Entwicklung ihrer Drehbücher. Frühere Absolventen von Diverse Geschichten sind: Umut Dag / Petra Ladinigg, Catalina Molina, Arman T. Riahi, Tereza Kotyk, Alexandra Makarová und Nathalie Borgers. Bei Diverse Geschichten wurde unter anderem der Publikumshit Die Migrantigen von Arman T. Riahi und die Culture-Clash-Komödie Kaviar von Elena Tikhonova entwickelt.

## Filmografie
- 2008: Gangster Girls, Dokumentarfilm 78 min – Regie: Tina Leisch (Lobende Erwähnung Wiener Filmpreis 08[3])
- 2011: Die Vaterlosen, Spielfilm 104 min – Regie: Marie Kreutzer (Lobende Erwähnung Best First Feature[4] – Berlinale 10, Großer Preis – Diagonale 10, Preis Bildgestaltung – Diagonale 10, Schauspielpreise – Diagonale 10, Nachwuchspreis – Fünf Seen Filmfestival, Bester Film[5] – Bozner Filmtage, nominiert für den Österreichischen Filmpreis 2012 in der Kategorie Drehbuch[6])
- 2012: Rudi Klein – Eine Reise um den Zeichentisch, Dokumentarfilm 27 min – Regie: Joerg Burger
- 2013: Roque Dalton, erschießen wir die Nacht!, Dokumentarfilm 86 min – Regie: Tina Leisch (Award for Best Documentary – Cine Las Americas IFF, Best Feature Length Documentary – Ojo Cojo International Festival, Special Mention for Editing – 5th CinemAvvenire Film Festival)
- 2015: Ma Folie, Spielfilm 99 min – Regie: Andrina Mračnikar (Bester abendfüllender Spielfilm – First Steps Award 2015, Audience Award – Filmz 2015, Beste Nebendarstellerin – Österreichischer Filmpreis 2016)
- 2016: Was hat uns bloß so ruiniert, Spielfilm 96 min – Regie: Marie Kreutzer
- 2017: Anna Fucking Molnar, Spielfilm 100 min – Regie: Sabine Derflinger
- 2019: Kaviar, Spielfilm 93 min – Regie: Elena Tikhonova (Publikumspreis – Filmfestival Max Ophüls Preis 2019, Beste Regie – ÖFI/FFKB 2019)